# VADS

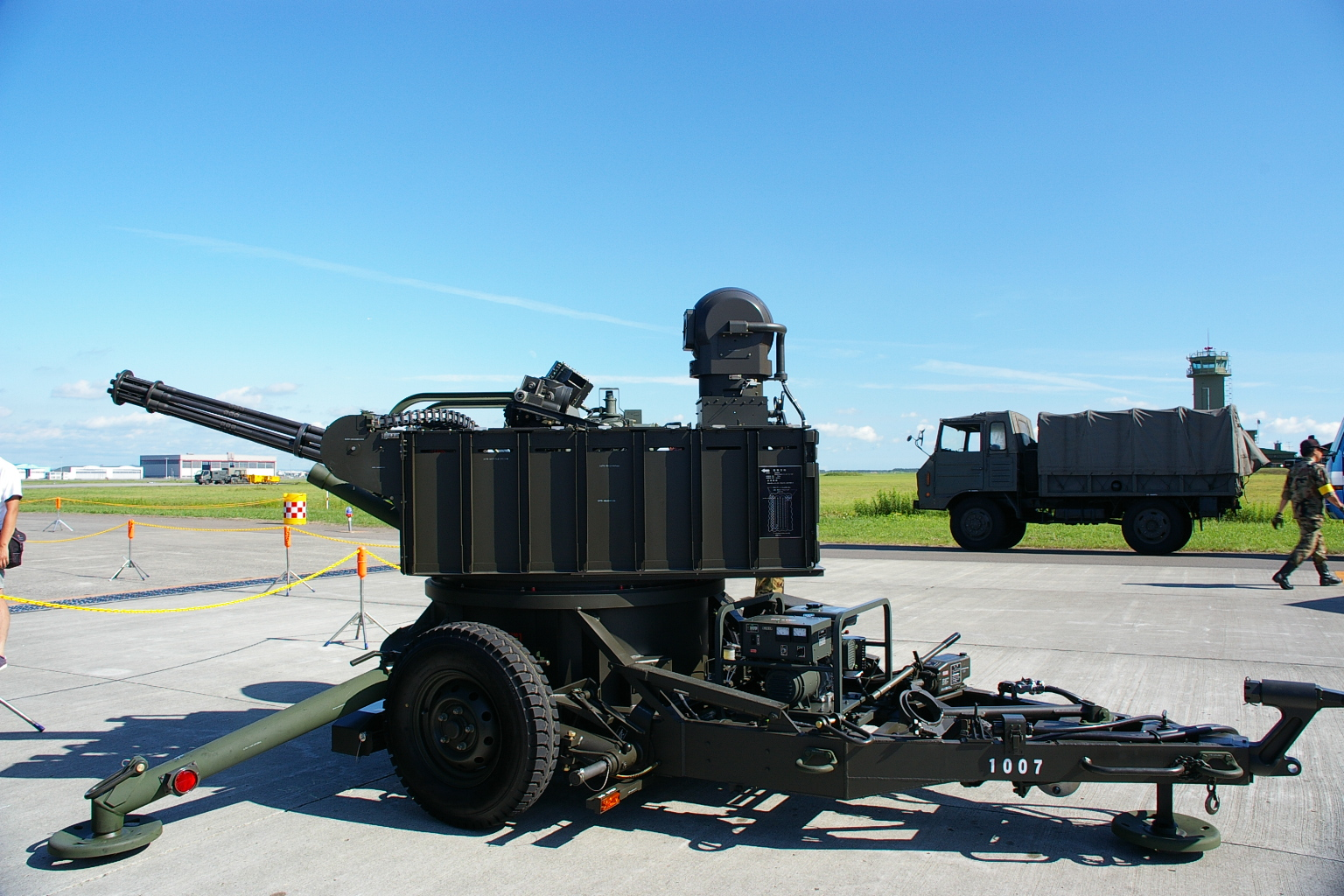
対空機関砲VADS-1改（M167の派生型）

M167 VADS（M167 Vulcan Air Defense System）は、アメリカ軍で開発された対空機関砲システムである。航空機関砲として有名なM61 バルカンシリーズをもとにして開発された。通称「バッズ」。
航空自衛隊では基地防空火器として配備していた。

## 概要
VADSシリーズは、M61 バルカンの対空砲バージョンであるM168 20mm機関砲を中核として、レーダー、コンピュータなどによる射撃管制装置を組み合わせた半自動システムである。自走式のM163と、牽引式のM167がある。M163の車体はM113装甲兵員輸送車をベースとしている。弾薬は通常、20mm曳光自爆榴弾及び曳光弾を使用する。
M168は、アメリカ合衆国のGE社が開発したM61の派生型である。M61は有名な航空機関砲であり、6,000または4,000発/分という発射速度を誇るが、M168では3,000または1,000発/分に低下させてある。また、M61の場合は6本ある砲身が正面から見ると真円になるように配置され、一点に対しての射撃における命中率を向上させているのに対して、VADSの場合やや楕円になるように配置されている。これにより、発射された砲弾が散らばり弾幕を展開することで侵入阻止・爆撃阻止を行う。
VADSは測距レーダーと弾道計算機を組み合わせて適切な偏差射撃（移動する標的までの距離を計算して未来位置に射撃し、命中させる射撃方法）が可能となっている。現在はカメラを付加し、より正確な射撃が可能になった改良型となっている。スーダンやイエメンでは、VADSをBTR-152に車載した簡易自走式対空砲が存在する。

## 採用国
- ベルギー
- ボツワナ（7-8門）
- チリ

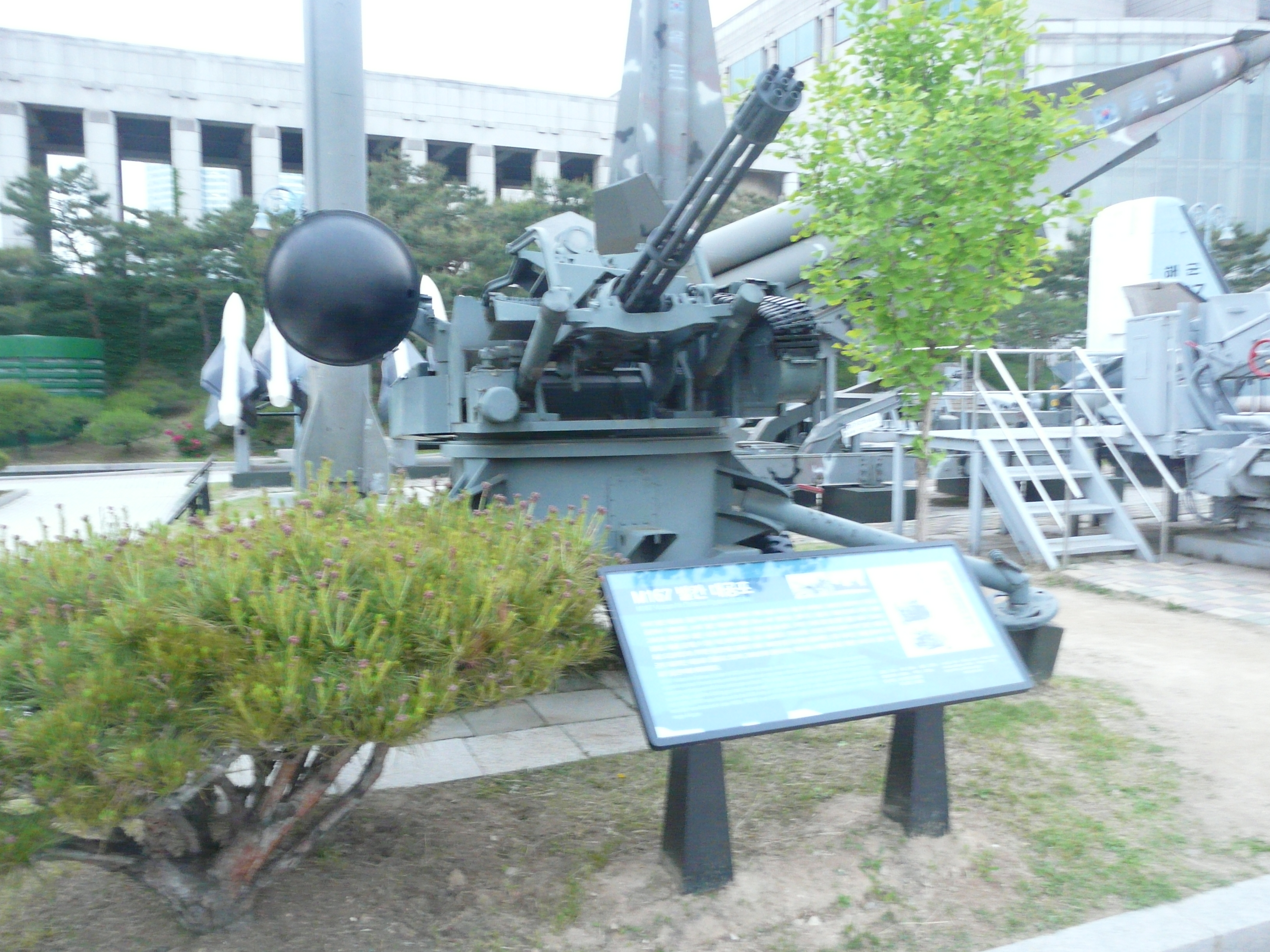
戦争記念館で展示される韓国軍のM167

- エクアドル - 2024年時点で、エクアドル陸軍が10基のM167を保有[1]。
- エジプト（72門）
- ホンジュラス（30門）
- 日本

日本においては、航空自衛隊が航空基地の防空用にM167を導入し、基地防空隊が使用していた。有効射程1.2km。1992年（平成4年）からは海上自衛隊の基地防空用にも配備されていたが、2006年（平成18年）に航空自衛隊に移管された。防衛所要上の重要度が低下したとされ、令和2年度に運用停止、令和3年度にはその時点で残っていた176基がすべて用途廃止された。
- 韓国
- モロッコ - 2024年時点で、モロッコ陸軍が40基のM167を保有[3]。
- スーダン
- タイ（24門）
- アメリカ合衆国
- ウルグアイ - 2024年時点で、ウルグアイ陸軍が6基のM167を保有[4]。
- イエメン

## 登場作品

### 映画・ドラマ
『ニュートピア (テレビドラマ)』
韓国陸軍のKM167A3が登場。ジェユンが所属する首都防衛司令部第1防空旅団の防空部隊が装備しており、江南区77Aタワー屋上に設置された防空陣地に1門が配備されている。第1話では本砲を用いた防空訓練の様子も描写される。第5話では、防空陣地へ向かっていたUH-60補給ヘリの乗員がゾンビとなったため、ヘリの着陸を阻止すべく本砲で撃墜した。

### ゲーム
『バトルフィールドシリーズ』
『BFBC』
シングルプレイにのみM167が登場する。プレイヤーが使用する前に破壊されてしまうため、使用不可能。
『BFBC2』
一部マップのアメリカ軍陣地にM167が設置してあり、プレイヤー使用可能。

### 小説
『機動要塞「大和」』
第二次世界大戦時にタイムスリップした日本において、航空自衛隊の基地防空隊が基地に襲来するB-29 スーパーフォートレスを迎撃するために使用する。
『超空の決戦』
タイムゲートを通じて第二次世界大戦時に派遣された自衛隊が、満州国に襲来するソ連赤軍の航空機を迎撃するために使用する。